# Oh, Canada (película)
Oh, Canada es una película dramática estadounidense escrita y dirigida por Paul Schrader, basada en la novela Foregone de 2021 de Russell Banks. Está protagonizada por Richard Gere, Uma Thurman, Michael Imperioli, Jacob Elordi y Kristine Froseth. Esta marcó la segunda colaboración entre Gere y Schrader después de American Gigolo.
La película tuvo su estreno mundial en el 77º Festival de Cine de Cannes en mayo de 2024.

## Argumento
La historia profundiza en la vida de un escritor atormentado al borde de la muerte, un izquierdista canadiense-estadounidense que huyó a Canadá para evitar el reclutamiento de la guerra de Vietnam.

## Reparto
- Richard Gere como Leonard Fife
  - Jacob Elordi como Leonard Fife joven
- Uma Thurman como Emma
- Victoria Hill como Diana
- Michael Imperioli como Malcolm
- Penelope Mitchell como Sloan/Amy
- Kristine Froseth como Alicia
- Zach Shaffer como Cornel Fife

## Producción
La producción recibió una exención SAG-AFTRA y comenzó a filmarse en la ciudad de Nueva York en septiembre de 2023. Terminó la producción tres semanas después, en octubre.En diciembre de 2023, se anunció que Kristine Froseth, Michael Imperioli y Uma Thurman se habían unido al elenco de la película. Robert De Niro rechazó el papel de Gere por considerar que el salario era bajo. Arclight Films, después de producir First Reformed de Schrader, acordó financiar y representar las ventas de la película en el Festival Internacional de Cine de Berlín.